# Ivan Salis Seewis
Grof Ivan Salis-Seewis (Karlovac, 8. prosinca 1862. – Zagreb, 24. listopada 1940.) bio je hrvatski general austrougarske vojske, glavni vojni guverner Srbije i zapovjednik glavnog stožera za Rumunjsku.

## Vojna karijera
Ivan grof Salis-Seewis rodio se u Karlovcu kao treće dijete i najstariji sin k.k. satnika Gaudencija grofa Salis-Seewisa i njegove žene Wilhelmine (Vranyczany von Dobrinović). Otac mu je umro 1873. u 41. godini. Njegov mlađi brat je Franjo Salis-Seewis pomoćni biskup zagrebački i upravitelj Zagrebačke nadbiskupije tijekom zatočeništva nadbiskupa Alojzija Stepinca.
Nakon pohađanja gimnazije u Kremsmünsteru postao je kadet na tehničkoj vojnoj akademiji u Beču, koju je završio na carev rođendan, 18. kolovoza 1883. u činu poručnika. Raspoređen je u 2. inženjerijsku pukovniju (2.Genieregim.) s vrlo dobrim ocjenama. Pohađao je tečajeve ratne škole kao natporučnik te je na promociji 1890. dodijeljen glavnom stožeru. 
Služio je s pješačkim brigadama u Josephstadtu i u Salzburgu. Promaknut je u satnika glavnog stožera 1. studenog 1893. i služio je kao predavač u pješačkoj kadetskoj školi u Požunu do preuzimanja dužnosti u obavještajnom odjelu glavnog stožera u Beču u listopadu 1896. Ostao je u "Evidenzbureau" do svibnja 1898., kad je izvršio obveznu dužnost s postrojbama kao zapovjednik bojne i satnije s 82. honvedskom pješačkom pukovnijom u Gyulafehérváru. 
Nakon uspješno položenog tzv. "Archangel" ispita za promaknuće u majora pri glavnom stožeru dodijeljen mu je taj čin 1. studenog 1899. Zatim se vratio u službu glavnog stožera kao načelnik stožera 28. pješačke divizije u Ljubljani. Od 1901. do 1904. vratio se obavještajnom odjelu. Promaknut je u pukovnika 1. studenog 1903.
Od 1904. do 1906. bio je dodijeljen kao vojni savjetnik međunarodnoj misiji u Skoplju, Solunu i Istanbulu. Dodijeljen mu je Red željezne krune 3. razreda 1906. Nakon povratka iz misije služio je u pješačkim postrojbama – 86. pukovniji u Budimpešti i 76. u Ostrogonu. Ubrzo je preuzeo zapovjedništvo nad slavnom hrvatskom Otočkom 79. pješačkom pukovnijom "Grof Jelačić" u travnju 1908. Dok su dočasnici i vojnici bili velikom većinom Hrvati, pola časnika su bili Nijemci, četvrtina Hrvati te četvrtina drugih nacionalnosti. 
Vrlo popularan kao zapovjednik pukovnije razriješen je dužnosti u kolovozu 1911. i imenovan je zapovjednikom 71. pješačke brigade, kojoj je pripadala njegova stara pukovnija, sa stožerom u Rijeci. Za oproštaj su mu dočasnici izradili i poklonili posebnu počasnu sablju. Promaknut je u general-majora 9. svibnja 1912. Zapovijedao je brigadom po izbijanju Prvog svjetskog rata kao dio 36. pješačke divizije podmaršala Claudiusa Czibulke u sklopu XIII. korpusa generala pješaštva Adolfa viteza Rhemena od Barensfelda.

## Prvi svjetski rat

### Srpska kampanja
Kao dio 5. armije generala pješaštva Liboriousa Franka, Salis-Seewisova brigada je sudjelovala u isprva neuspješnim operacijama protiv Srbije, forsiranju Drine i kasnijem povlačenju. Uslijedio je drugi prijelaz preko Drine, širine 200-500 i dubine 2-6 metara, što je otežavalo prijelaz vojske. Sudjelovao je u operacijama u Mačvi, uspješnom napadu na Banovo Polje, Vrbočav, Radenković i sedmodnevnoj bitci za Šabac-Sješnice. Tijekom tog iznimno vrućeg ljeta 5. armija izgubila je 600 časnika i 22.000 dočasnika i vojnika od početnih 80.000. Unatoč promašajima nadređenih, general-major grof Salis-Seewis bio je uspješan i imenovan je zapovjednikom 42. domobranske pješačke divizije 11. studenog 1914. Vodio je svoju diviziju tijekom druge srbijanske ofenzive uvijek s bojišnice, koja je završila u obrani kolubarske linije, nakon čega je divizija povučena zbog odmora, oporavka i popune. Nakon preuzimanja zapovjedništva južne bojišnice od strane nadvojvode Eugena, dobrovoljno je prepustio čitav XIII. korpus operativnoj skupini generala konjaništva Pflanzer-Baltina, koja se borila u karpatskim planinama. 

### Galicijska bojišnica
Salis-Seewis se sa svojom divizijom, zajedno s cijelim XIII korpusom, preselio na galicijsko bojište, gdje su se otada borili u iscrpljujućim uvjetima karpatske zime. Krenula je u akciju sjeverno od Nadworna i čuvala je lijevi bok Czibulkinog korpusa. 42. divizija je odmah došla pod udar ruskih kozačkih brigada, a nakon tjedna i dviju pješačkih divizija. Unatoč neprijateljskoj nadmoći, Salis-Seewis je odbacio neprijateljske postrojbe zajedno s 6. pješačkom divizijom kneza Schönburg-Hartensteina, koji se nalazio južno od položaja 42. divizije, na obalama rijeke Lomnice, koja utječe u Dnjestar kod Halicza. U veljači 1915. Salis Seewis je prodro s divizijom u Delatyn i željeznicom u Stanislaviv. Promaknut je u podmaršala (Feldmarschalleutnant) 15. veljače i dodijeljen mu je Red željezne krune drugog razreda s ratnim znamenjem. Krajem ožujka 1915. Salisova divizija je prebačena pod zapovjedništvo njemačkog generala konjaništva Marschalla te je zajedno s još dvije austrougarske divizije i jednom njemačkom bila na položaju od rijeke Prut kod Czernowitza do Dnjestra.
Tijekom lokalne ofenzive 29. ožujka, Salis-Seewis je došao nadomak ruske utvrde Hotin, ali ga je ruski protunapad 31. ožujka nagnao da izda naredbu za povlačenje. Rusi su prešli Dnjestar i napredovali do predratne granice, odakle su mogli dovesti teško topništvo u domet Czernowitza. Unatoč protunapadu polovice 42. divizije s još jednom austrougarskom konjaničkom divizijom situacija se nije mogla odmah povratiti. 42. divizija je pretrpjela teške gubitke. Gotovo svi niži časnici Hrvati su izbačeni iz stroja, a postrojba je popunjena rezervama dok je Salis-Seewis tražio nove časnike. 42. divizija, korištena gdjegod je situacija bila najkritičnija, nakon pojačanja bojišnice postrojbama iz Koruške i Štajerske, omogućila je generalu Pflanzer-Baltin izvođenje protunapada i osiguranje lijeve obalu rijeke Prut. Grof Salis ostao je zapovjednikom izvrsne domobranske divizije do sredine travnja 1915. kad je otišao na jednomjesečni dopust. Nakon povratka s dopusta sredinom lipnja 1915. predao je zapovjedništvo podmaršalu Antonu Lipoščaku i sve do listopada je bio neraspoređen.

### Uprava Srbije
Potom je imenovan vojnim upraviteljem Beča, preuzevši ovu dužnost 10. studenog 1915. Ta dužnost je bila ipak kratka vijeka i 7. siječnja 1916. imenovan je članom Geheimer Rat (tajnog/zemaljskog dvorskog vijeća), te je isti dan preuzeo zadatak glavnog vojnog guvernera Srbije. 1. siječnja 1916. uspostavljena je generalna vojna uprava Srbije i bila je nadležna na području od 28.880 četvornih kilometara s preko milijun i pol stanovnika. To je bio teritorij zapadno od rijeke Morave, osim Niša i Pirota, ali uključujući Vranje (unatoč željama Bugara), Kosovo, Sandžak i Novi Pazar. Frankfurter Zeitung od 10. siječnja 1916. javlja da je Salis-Seewis izdao proglas pučanstvu, kojim sve poziva na suradnju s vlastima i upravnim tijelima u njihovom radu. Također, poziva stanovništvo da se suzdrži od bilo kakvih političkih aktivnosti, zato što će svaka pobuna biti kažnjena s najstrožim mjerama. Navodi i da će pravedna uprava povratiti red u zemlji te će od svojih prijašnjih vođa zavedeni srbijanski narod dovesti u bolje okolnosti. Njegove dužnosti su bile razoružavanje stanovništva, uglavnom tražeći od seoskih starješina predavanje oružja sukladno predratnoj procjeni količine naoružanja. Također je poticao poljoprivredu prijeteći prisilnim rekvizicijama ako se žetvom ne osigura suvišak. Nadalje, bio je odgovoran za osiguravanje obrazovanja u svim srbijanskim školama na njemačkom jeziku, sukladno austrougarskim obrazovnim standardima. Uz pomoć svog sposobnog načelnika stožera, potpukovnika Otta Gellineka, ostao je u Srbiji do srpnja, kad je od njega preuzeo dužnost bivši zapovjednik njegovog korpusa, general pješaštva Adolf vitez Rhemen od Barensfelda.

#### Kraj rata
Grof Salis je tada imenovan potpredsjednikom vrhovnog vojnog suda. Od lipnja do listopada 1917. i njegovog preuzimanja zapovjedništva 92. pješačke divizije (na svoju zamolbu za daljnjom službom na bojišnici) bio je nastupajući rukovoditelj suda. Zatim je poveo svoju diviziju u Rumunjsku dok nije imenovan zapovjednikom korpusa tzv. Generalkommando Rumänien (vrhovnog zapovjedništva oružanih snaga u Rumunjskoj) sa stožerom u Pitesti. Na toj dužnosti dodijeljen mu je Križ za vojne zasluge drugog razreda s ratnim znamenjem i mačevima. Salisovo posljednje imenovanje je bilo kao zapovjednika 16. glavnog zapovjedništva koje je vodio do kraja rata na rumunjskoj bojišnici. Promaknut je u čin Feldzeugmeister, drugi najviši čin austrougarske vojske, 11. studenog 1918.

## Nakon Prvog svjetskog rata
Umirovljen je 1. siječnja 1919. s mirovinom od 16.000 kruna. Izabrao je živjeti u Hrvatskoj te je umro u Zagrebu, 24. listopada 1940. Pokopan je u obiteljskoj grobnici na Mirogoju.

## Vanjske poveznice
- obiteljski grob Ivana Salis-Seewisa na Mirogoju  Arhivirana inačica izvorne stranice od 2. svibnja 2014. (Wayback Machine)
- fotogalerija Salis-Seewisa  Arhivirana inačica izvorne stranice od 2. svibnja 2014. (Wayback Machine)